# تم نمرد
تم نمرد مربوط به هزاره اول قبل از میلاد است و در شهرستان کهنوج، غرب جاده آسفالته رودبار به مظفر آباد واقع شده و این اثر در تاریخ ۲۷ مرداد ۱۳۸۲ با شمارهٔ ثبت ۹۵۸۷ به‌عنوان یکی از آثار ملی ایران به ثبت رسیده است.